# Rathaus (Dettelbach)

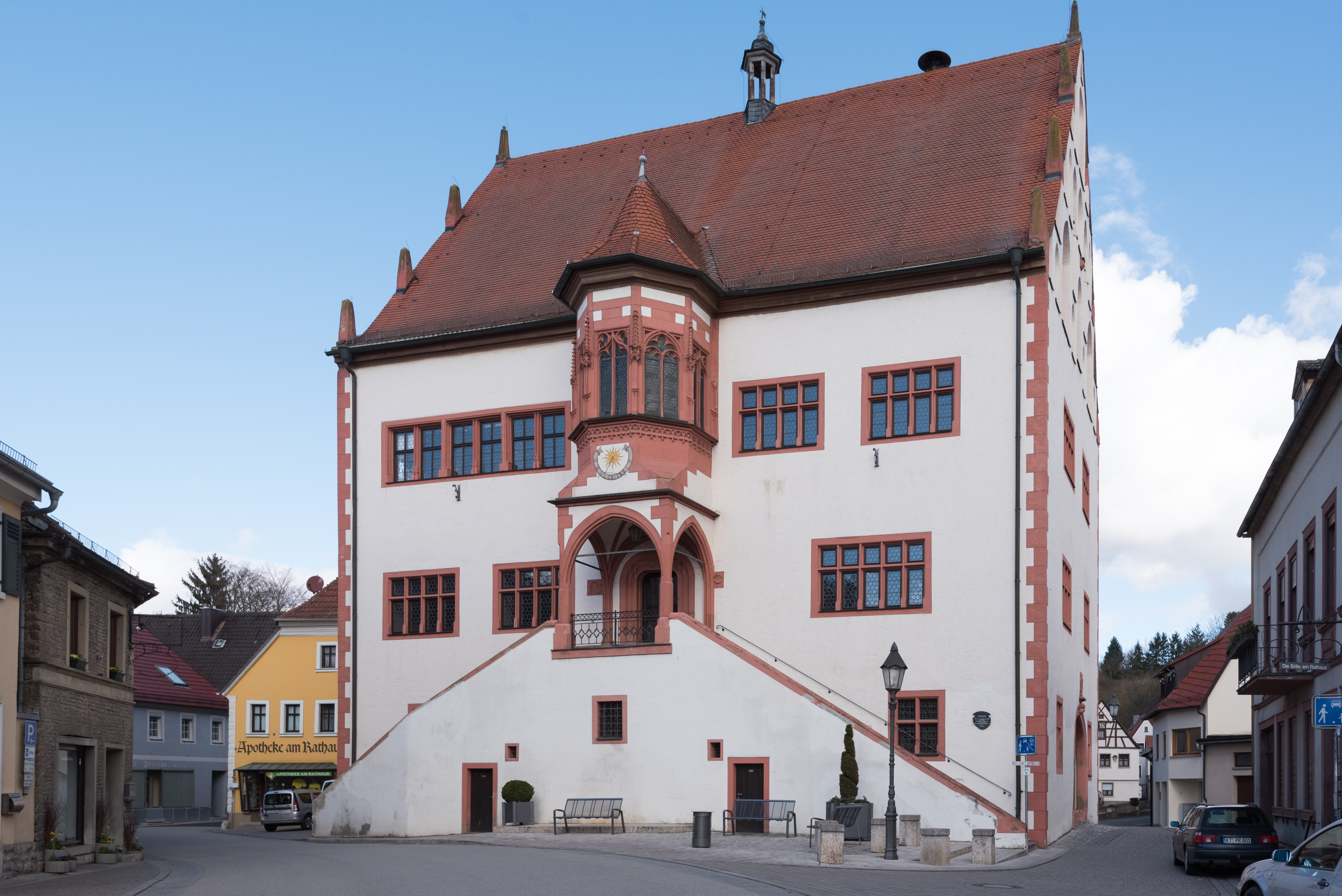
Das Rathaus in Dettelbach

Das Rathaus (Adresse Rathausplatz 1, früher Hausnummer 412) der Stadt Dettelbach ist repräsentativer Tagungsort der Stadtverwaltung und Wahrzeichen der unterfränkischen Stadt. Es bildet als bedeutendes Baudenkmal einen der Mittelpunkte der Dettelbacher Altstadt.

## Geschichte

### Vorgängerhaus und Neubau
Die Geschichte des Dettelbacher Rathauses und seiner Vorgängerbauten ist eng mit der Geschichte der Stadt verbunden. Bereits im 14. Jahrhundert besaß das aufstrebende Dorf am Main ein eigenes Gericht, das einen eigenen Tagungsort besessen haben muss. Die ältesten Hinweise auf einen Vorgängerbau des heutigen Rathauses geben die Holzsäulen im ersten Obergeschoss. Sie wurden nach dendrochronologischer Untersuchung auf das Jahr 1388 datiert. Ein älterer Schlussstein am Erker des heutigen Rathauses datiert auf das Jahr 1402. Beide Elemente, Säulen und Schlussstein, verwendete man für den Bau des neuen Rathauses wahrscheinlich wieder.
Der Standort des ersten Dettelbacher Rathauses ist unbekannt, allerdings ist es wahrscheinlich, dass sich der Bau in der Nähe der Burg befand, die von den Rittern von Tetilabach bewohnt wurde. Erst 1482 tauchte das ältere Rathaus erstmals in den Urkunden auf. Damals verlieh der Würzburger Fürstbischof Rudolf II. von Scherenberg dem Ort eine neue Ordnung, um den Alltag neu zu organisieren. Wahrscheinlich präsentierte sich das Haus als ein spätgotisches Fachwerkhaus und könnte dem Gebäude in Forchheim geähnelt haben.
Bereits 1484 wurde Dettelbach von Bischof Rudolf zur Stadt erhoben. Gleichzeitig erhielt die Siedlung das Marktrecht und stieg über das ihr zugesprochene Amt zu einem Zentrum für die Dörfer der Umgebung auf. Die Stadterhebung beschleunigte eine Entwicklung, die bereits in den Jahrzehnten zuvor eingesetzt hatte: Die Menschen begannen auch westlich des Dettelbaches zu siedeln. Auch deshalb brachen die Dettelbacher ihr noch nicht einmal einhundert Jahre altes Rathaus ab und begannen einen neuen Bau zu errichten.
Der neue Standort trug der Stadterweiterung nach Westen Rechnung. Das neue Rathaus sollte nämlich auf der Grenze zwischen der älteren Burgsiedlung und der neueren Weststadt entstehen. Die Quellen berichten nichts Genaues über den Rathausneubau. Bauer vermutet, dass, ähnlich wie beim Rathaus der Gemeinde Sulzfeld über einhundert Jahre später, auch in Dettelbach der Grundherr Geld für das mächtige Gebäude beisteuerte. Neben dem Rathaus entstanden in Dettelbach an der Wende zum 16. Jahrhundert mehrere Neubauten. So erweiterte man die Pfarrkirche und ließ anstelle der späteren Wallfahrtskirche eine kleine Kapelle errichten. Einzelne Steinmetze sind über ihre individuellen Zeichen an jeder dieser Baustellen nachzuweisen.
Mit den unbekannten Baumeistern steht auch die Geschichte vom Dettelbacher „Arschblecker“ in Verbindung. Danach soll einer der Baumeister gewettet haben, dass es von drei Leuten gleichzeitig zu betreten sei, ohne, dass diese sich begegnen. Die Ratsherren bezweifelten die Behauptung und entgegneten, dass sich der Baumeister „eher am Arsche lecken“ könne, als dies zu ermöglichen. Als das Rathaus fertig war, brachte der Baumeister eine Figur an einer der Fialen des Dachstuhls an, die genau dieses versucht.

### „Brückenrathaus“

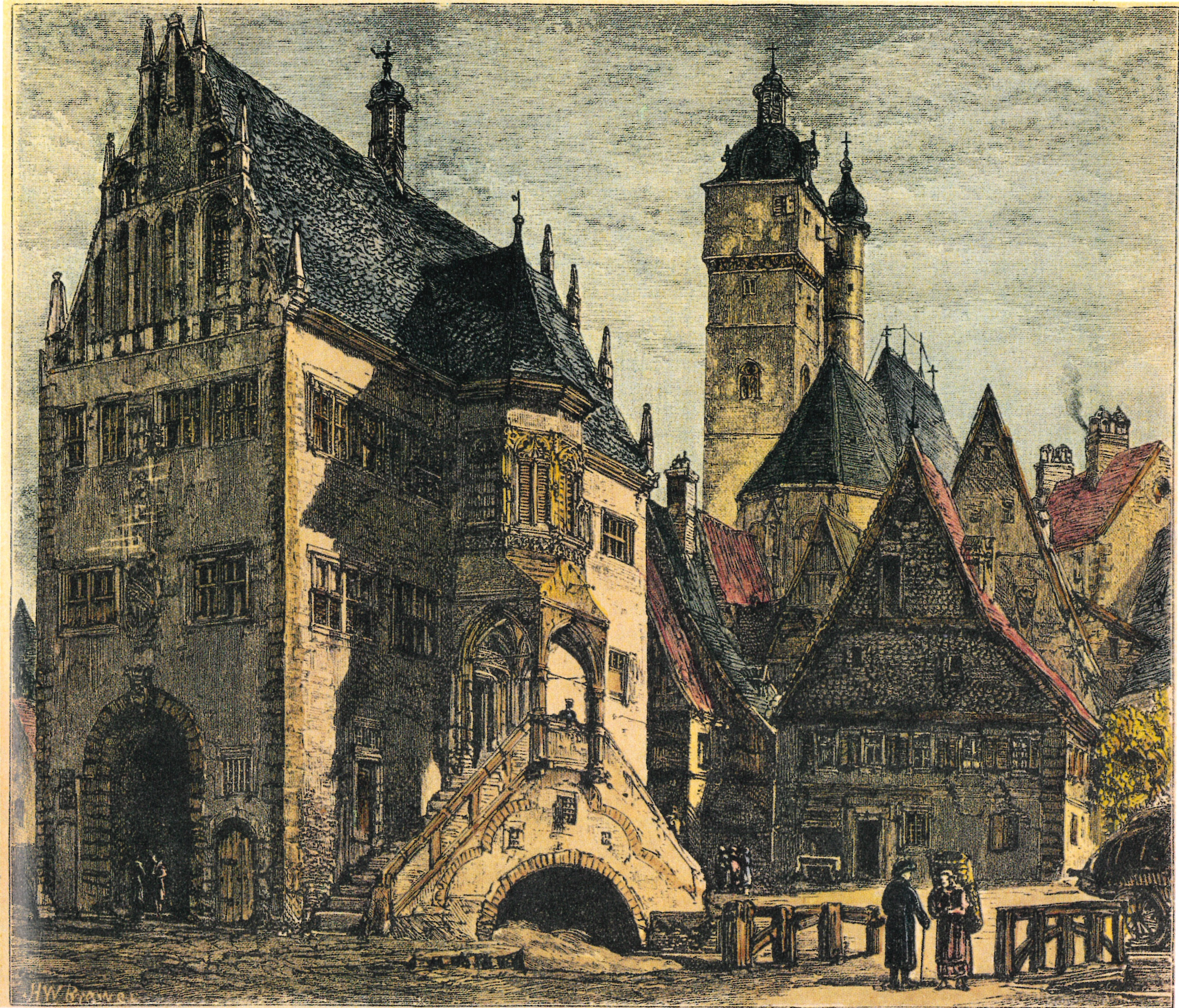
Das Rathaus auf einer Zeichnung von H. W. Brewer von 1882. Der Bach ist bereits mit einem Steg überbrückt

Die Bauzeit nahm mehrere Jahrzehnte in Anspruch. Fertiggestellt wurde das neue Rathaus erst um 1512, worauf eine Inschrift im Erdgeschoss hinweist. Bereits zwischen 1520 und 1540 mussten die Verantwortlichen erste Umbauten vornehmen. Das Gewicht des Dachstuhls lastete zu schwer auf den Fensterbögen der Südseite, was zu Rissen in den Mauern führte. Daraufhin entstanden die kräftigen Muschelkalkpfeiler im Obergeschoss. Auch in der Folgezeit baute man am Rathaus weiter. So sind für 1722 weitere Baumaßnahmen wahrscheinlich.
Während des Dreißigjährigen Krieges besetzten die protestantischen Schweden die Stadt Dettelbach. 1631 bezog eine Zeit lang sogar der Schwedenkönig Gustav II. Adolf das Rathaus und verwaltete das besetzte Mainfranken von hier aus. Die Wahl Dettelbachs und seines Rathauses unterstreicht die wirtschaftliche Bedeutung des Baus. Das Rathaus bildete zugleich auch eine Brücke über den Dettelbach, über die der Handel zwischen Würzburg und Bamberg verlief. Im Erdgeschoss des Baus waren auch Läden und Geschäfte zu finden.
In den folgenden Jahrhunderten wurde allerdings der Abriss des Rathauses auch aufgrund seiner Lage immer wieder diskutiert. 1775 plante man im Zuge einer Erneuerung des Dachstuhls die Verkleinerung des Hauses. Die Pläne wurden jedoch schließlich verworfen. Im Jahr 1840 debattierte der Stadtrat über den vollständigen Abriss seines Rathauses. Wieder scheiterte das Vorhaben. Erst 1844 erhielt die Dettel eine neue Fußgängerbrücke, die unmittelbar vor dem Rathaus errichtet wurde und in der Folgezeit zu einer Entlastung führte.

### Multifunktionsbau
Im Inneren wurde das Haus im 19. Jahrhundert umfassend verändert. 1854 entstanden mehrere Schulräume im ersten Obergeschoss. Im zweiten Obergeschoss richtete man sogar eine Turnhalle ein. In den folgenden Jahrzehnten nahm man weitere, kleinere Veränderungen am Bau vor. 1873 kam die Idee auf, das Gebäude im neugotischen Stil umzugestalten. Wieder scheiterte das Vorhaben. 1897 wurde die Brücke vor dem Rathaus verbreitert und der Bach eingefasst. Dadurch entstand die heute noch bestehende Situation.
Während der Zeit des Nationalsozialismus wurde der Rathausplatz in „Von-Hindenburg-Platz“ umbenannt. 1945 wurde die Stadt von den Amerikanern besetzt und ein Funkkommando zog für kurze Zeit in das Rathaus ein. Die Jahre nach dem Weltkrieg sind von der Professionalisierung der Verwaltung im Inneren des Hauses geprägt. 1954 bezog die Grundschule ein neues Gebäude vor der Stadt. Zwischen 1967 und 1984 bestand im Erdgeschoss des Gebäudes die alte Stadtbücherei. Im Zuge der Gemeindegebietsreform vergrößerte sich das Einzugsgebiet der Stadt. Aus Platzmangel richtete die Verwaltung einige Büros nun auch im benachbarten Gasthaus „Zur Post“ ein.
Die jahrhundertealte Verwaltungstradition endete im Jahr 1984, als die Stadt die Räumlichkeiten des ehemaligen Amtsgerichts vor dem Falterturm bezog. Im Rathaus werden allerdings weiterhin die Ratssitzungen abgehalten. Insgesamt drei Renovierungen wurden zwischen 1951 und 1990 vorgenommen. Am umfassendsten war der Umbau zwischen 1987 und 1990. Dabei wurden die historischen Säulen im ersten Obergeschoss freigelegt und das Haus modernisiert. Im Festsaal finden heute private und öffentliche Veranstaltungen statt. Das Haus ist als Baudenkmal eingeordnet. Untertägige Reste von Vorgängerbauten sind als Bodendenkmal geführt. Das Rathaus ist Teil des Ensembles Altstadt Dettelbach.

## Architektur und Innenausstattung

### Baubeschreibung

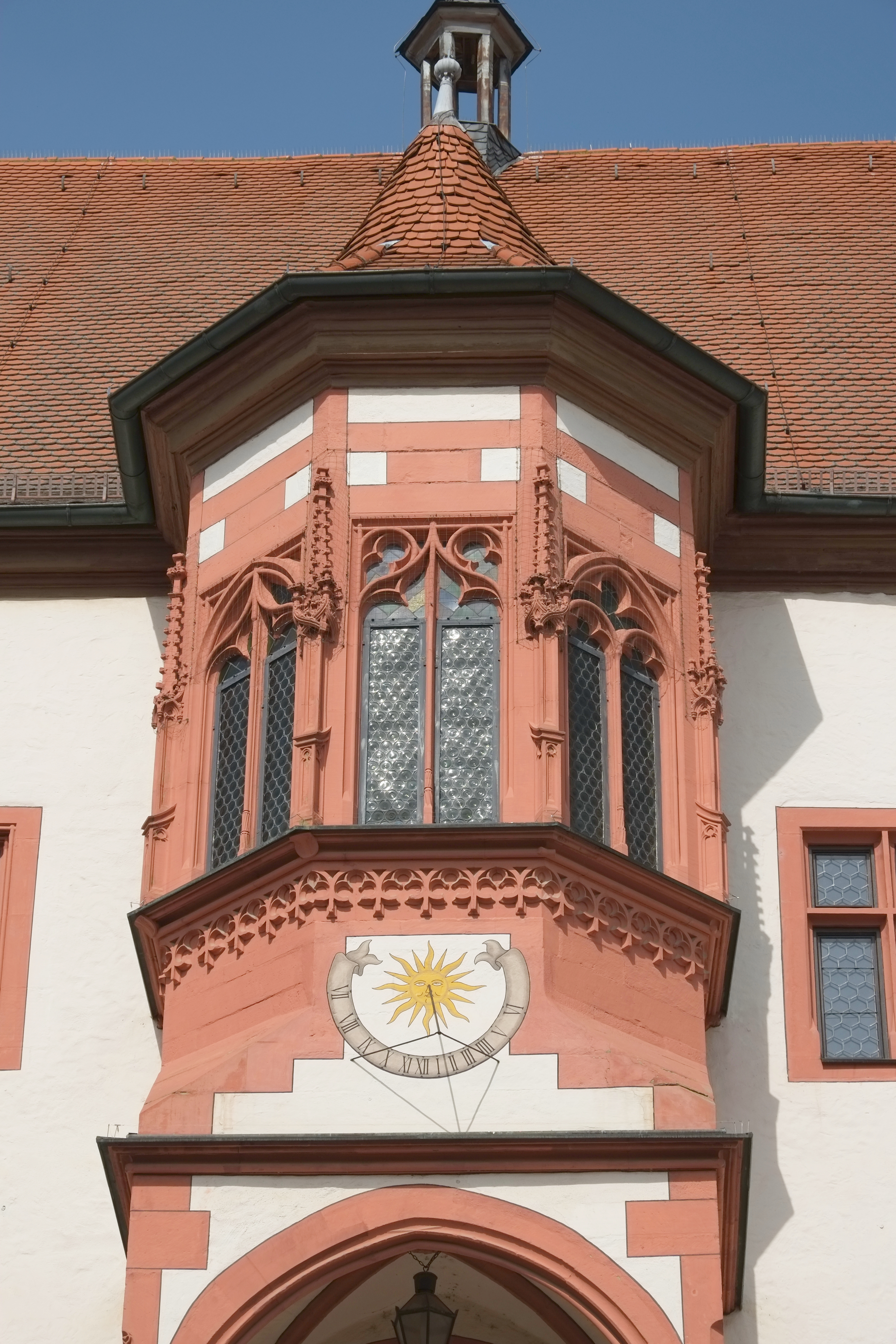
Der Rathauserker mit der Maßwerkdurchfensterung

Das Dettelbacher Rathaus präsentiert sich als dreigeschossiger Satteldachbau mit Freitreppe und Erker. Ein kleiner Glockenturm auf dem Dach bildet mit etwa 25 m den höchsten Punkt des Gebäudes. Die Gestaltung insbesondere der als Schauseite entworfenen Südseite des Baus verweist auf den Übergang zwischen Spätgotik und Renaissance. Bedeutsam ist die Tatsache, dass das Gebäude vollständig aus Stein geschaffen wurde und nicht Fachwerkbauweise zumindest die Obergeschosse dominierte.
Markantestes Element des Rathauses ist das sogenannte Erkerchörlein, das die Freitreppe überragt. Die doppelläufige Freitreppe erschließt das erste Obergeschoss. Sie endet in einer Verkündhalle, die von drei Spitzbögen gebildet wird und in einem Gewölbe mit der Darstellung des Dettelbacher Stadtwappens enden. Die Halle wird durch eine Tür mit profiliertem Steinrahmen betreten. Das darüber befindliche Erkerchörlein schließt mit einem markanten Kegeldach ab. Die fünf Fenster besitzen gotisches Maßwerk, die Rahmungen werden von Fialen mit Kreuzblumen eingenommen. Zwischen Verkündhalle und Erker vermittelt eine Sonnenuhr und ein schlichtes Kleeblattornament im Sims.
Das Erdgeschoss des Rathauses bildete lange Zeit den einzigen Übergang über den unter dem Gebäude verlaufenden Dettelbach. Die Durchfahrt wird von zwei breiten Rundbogentoren markiert, die einfach profiliert wurden. Die Ostseite in Richtung Bamberg wird von einem Fratzenstein überragt. Die Westseite in Richtung Würzburg wird vom sogenannten Zungenstrecker eingenommen. Dieser Schreckstein verweist ebenfalls auf die „Arschblecker“-Sage, die in Verbindung mit dem Rathausneubau steht. Über den Steinen sind Wappen von Würzburger Fürstbischöfen zu finden (Osten: Johann Philipp von Schönborn, Westen: Adam Friedrich von Seinsheim). 
Die beiden Giebelseiten wurden ebenfalls künstlerisch gestaltet. Sie gliedern sich über die regelmäßig aufgestellten Obelisken und wurden mit sogenannten Blendnischen gearbeitet. Die regelmäßigen Rechteckfenster gliedern diese Seiten. Daneben besitzt der Bau noch mehrere Wappen an markanten Stellen, die auf verschiedene Bauphasen hinweisen. Während der verschiedenen Renovierungen des Rathauses ersetzte man die ursprüngliche Bausubstanz nach und nach. Insbesondere die feingliedrigen Bauelemente wurden erneuert.

### Innenraum und Ausstattung

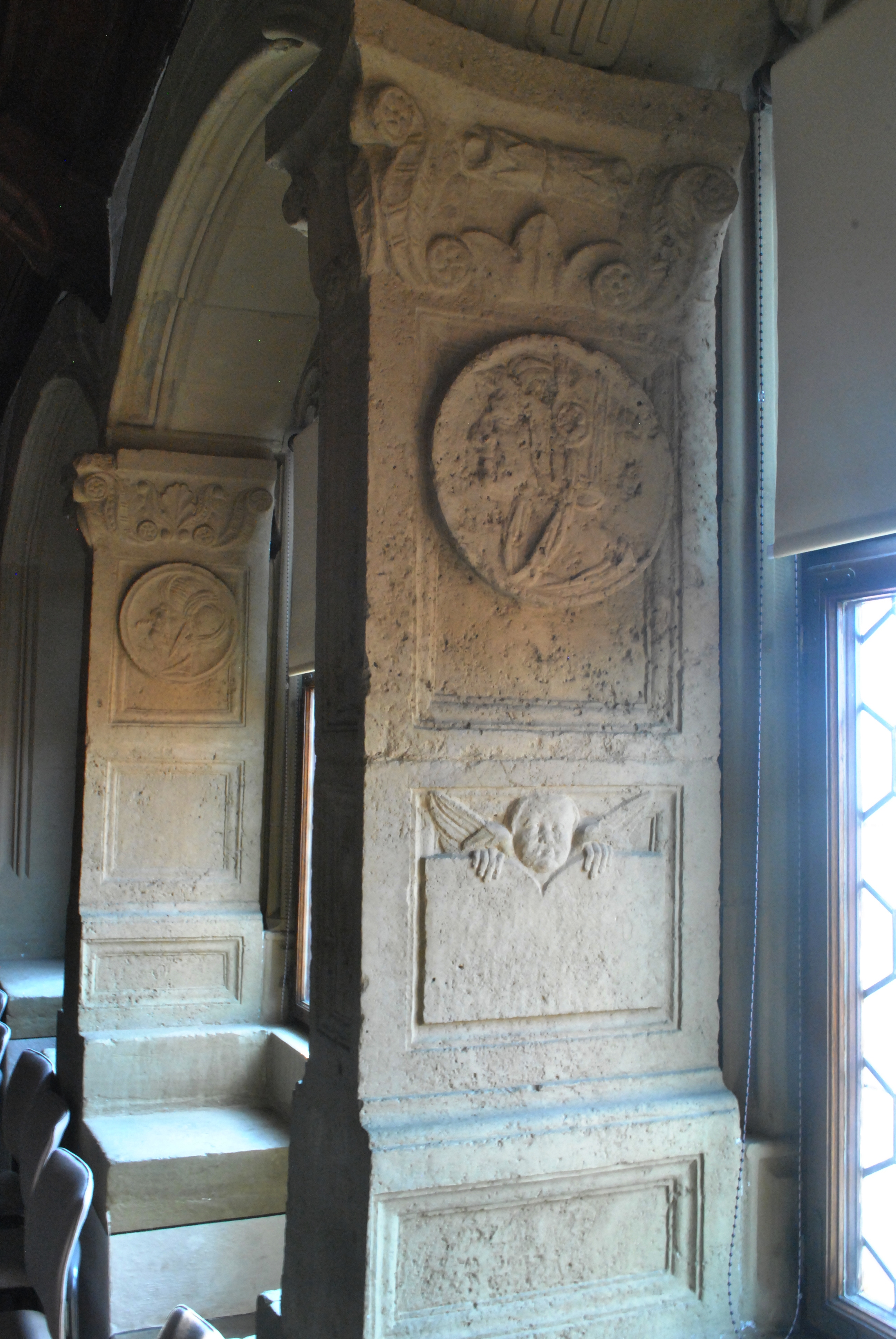
Die Muschelkalksäulen im Sitzungssaal

Die vielfältige Nutzung des Gebäudes wird auch durch die Gestaltung des Innenraums deutlich. So war beispielsweise unterhalb der Freitreppe das sogenannte Narrenhaus für Störer der öffentlichen Ordnung untergebracht. Im Erdgeschoss hielt man den Wochenmarkt ab. Dieser Raum ist flachgedeckt und wird von acht Steinsäulen abgestützt. Die Gurtbögen wirken abgeschnitten, ursprünglich plante man hier Rippenbögen zu verbauen. Die einzelnen Abteile, die durch die Säulen gebildet wurden, verbaute man im 19. Jahrhundert, sodass Räume entstanden. Hier waren unter anderem das Feuerwehrhaus und eine Fleischbank untergebracht. Im 20. Jahrhundert entfernte man die Wände und brachte stattdessen Glasflächen an.
Das erste Obergeschoss wird vom großen Festsaal eingenommen, der die gesamte Gebäudefläche von 350 m² überspannt. Vielleicht war hier in Mittelalter und Früher Neuzeit die große Verkaufshalle untergebracht, in der Händler ihre Waren verkaufen konnten. 1854 unterteilte man den Saal in mehrere kleine Zimmer. Erst 1984 entfernte man die Zwischenwände, sodass heute wieder ein Hallenraum besteht. Er schließt mit einer Holzdecke ab, die auf Querbalken und acht Säulen ruht. Hier verbaute man Elemente aus dem älteren Rathaus, sodass die Säulen heute nicht symmetrisch sind. 
Im zweiten Obergeschoss nimmt der sogenannte Versammlungsraum etwa die Osthälfte des Gebäudes ein. Hier präsentiert die Gemeinde die meisten der erhaltenen Amtsporträts von Würzburger Fürstbischöfen. Besonders eindrucksvoll sind die fünf rundbogigen Fensternischen. Der Saal leitet zu den offiziellen Verwaltungsräumen im Westteil über. 1970 legte man das hier verbaute Fachwerk frei. Damals stieß man ebenfalls auf Überreste von Malereien, die heute wieder unter einer Putzschicht verborgen sind. Drei Türen vermitteln zu den Amtsräumen, die alle unterschiedliche Sturzbögen (von links nach rechts: Spitzbogen, Rundbogen, Eselsrücken) besitzen.

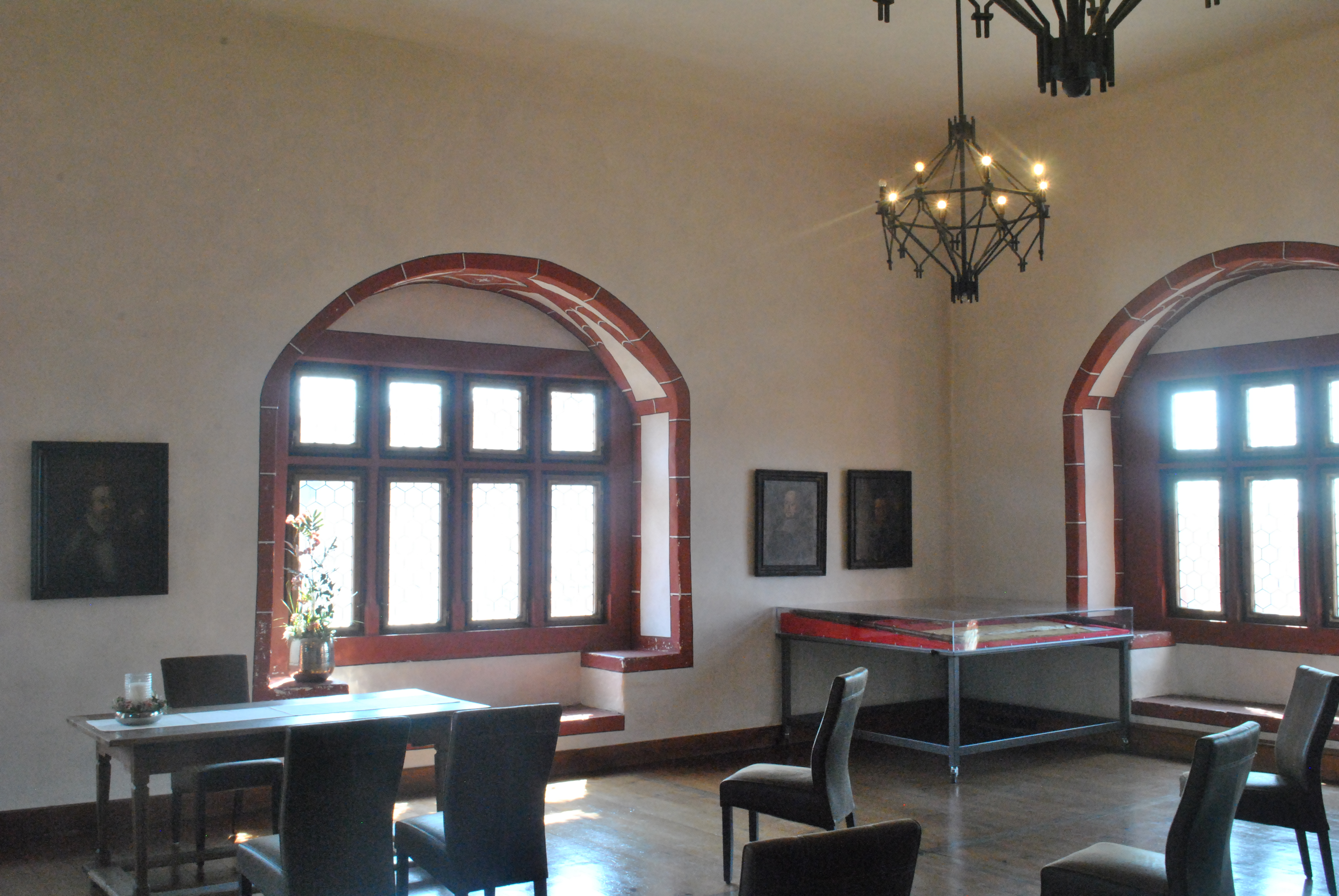
Der Versammlungsraum im zweiten Obergeschoss

Auf der Südseite ist im Erkerchor eine kleine Kapelle zu finden. Oberhalb des Eingangs ist das Wappen des Fürstbischofs Johann Philipp von Greiffenclau zu Vollrads zu erkennen. Im Inneren ist ein Betstuhl, ein spätmittelalterlicher Kerzenleuchter und ein Kruzifix zu finden, das auf die Zeit zwischen 1480 und 1490 datiert werden kann. Die Nordwestseite wird vom Bürgermeisterzimmer eingenommen. Es ist vollständig holzgetäfelt und besitzt zwei Türen mit unterschiedlichen Bögen. Besonders bedeutsam ist detailliert gestaltetes Schloss an einer der Türen. Ein großes Bild mit der Darstellung des Rathauses ist der Zeichnung von H. W. Brewer von 1882 nachempfunden.
Mehrere kunst- und kulturhistorische Besonderheiten besitzt der Sitzungssaal in der Südwestecke des Baus. Der Raum ist vollständig holzgetäfelt und schließt mit einem Tonnengewölbe mit ⅜-Schluss ab. Mehrere Türen mit kunstvoll gestalteten Schlössern führen aus dem Zimmer. Wahrscheinlich stammen die ältesten dieser Schlösser noch aus dem älteren Rathaus. Ein großer Schrank aus dem Jahr 1581 war ursprünglich zur Aufbewahrung des Archivgutes angeschafft worden. Ein kleineres Pendant entstammt wohl erst dem 19. Jahrhundert. 1990 wurde der Ofen in neogotischen Formen angeschafft.
Auf der Südseite des Zimmers sind zwei breite Muschelkalksäulen angebracht. Sie sind nicht Teil des ursprünglichen Baus und ihre Bedeutung in der Forschung lange Zeit umstritten. Wahrscheinlich wurden sie vom Bildhauer Johannes Schonard (auch Schoner) geschaffen, der zwischen 1524 und 1542 auch in Hammelburg und Arnstein arbeitete. Die Säulen sind mit Inschriftentafeln dekoriert. Geheimnisvoll sind die runden Medaillons, die mit Profilköpfen verziert wurden. Unklar ist, ob es sich um antikisierende Köpfe oder sagenhafte Frauengestalten handelt.

## Würdigung
Beim Dettelbacher Rathaus handelt es sich um den ältesten, erhaltenen Rathausbau im Landkreis Kitzingen. Das Rathaus ist beliebtes Fotomotiv, ziert viele Publikationen zur Region Franken und ist Wahrzeichen der Stadt Dettelbach. Es erinnert in seinen Formen an andere, nahezu gleichzeitig entstandene Verwaltungssitze in der näheren Umgebung, wie das etwas später errichtete Rathaus in Volkach oder das Neue Rathaus in Ochsenfurt. Das Rathaus bildet die Kulisse für viele auf dem Rathausplatz abgehaltene Veranstaltungen und Feste, wie das seit 1979 gefeierte Altstadtweinfest.
Bereits eine Darstellung des Jahres 1577, auf der die Gemarkung der Stadt Dettelbach gezeichnet wurde, setzt das Rathaus als markantes Gebäude im Zentrum der Stadt in Szene. Im 19. Jahrhundert entdeckten englische Reisemaler die fränkischen Städte. In Dettelbach zeichnete der Maler H. W. Brewer in den 1880er Jahren mehrere Bilder des Rathauses. Häufig taucht das Rathaus in Verbindung mit der sogenannten „Partie am Bach“ oder der im Nordosten aufragenden Augustinuskirche auf.